# Karossa Margit
Karossa Margit (Baja, 1927. június 30. –) magyar színésznő.

## Életpályája
Baján született, 1927. június 30-án. A Magyar Színészek Szabad Szakszervezetében 1945-ben tett sikeres színészi vizsgát. Vidéki társulatoknál kezdte pályáját. (Székely társulat; Homokay társulat) 1944-től Kaposvár, 1945-től a Pécsi Nemzeti Színház, 1948-tól Székesfehérvár voltak az állomáshelyei. 1949-től a debreceni Csokonai Színház szerződtette, 1951-ben a Pécsi Nemzeti Színház, 1952-től az Ifjúsági Színház tagja lett. 1954-től szabadfoglalkozású színművészként dolgozott. 1961-ben az Országos Rendező Iroda együttesében szerepelt. Külföldi vendégjátékokban is részt vett.

## Színházi szerepeiből
- Molière: Tartuffe... Elmira
- William Somerset Maugham: Színház... Júlia
- William Somerset Maugham: Szent láng... Ápolónő
- Arthur Miller: Édes fiaim... Kate
- Eugene O’Neill: Amerikai Elektra... Elektra
- Noël Coward: Vidám kísértet... Ruth
- Makszim Gorkij: Éjjeli menedékhely... Vaszilissza
- Makszim Gorkij: Jegor Bulicsov és a többiek... Glafira
- Lillian Hellman: Kis rókák... Olivia
- Katona József: Bánk bán... Melinda
- Madách Imre: Az ember tragédiája... Éva
- Móricz Zsigmond: Úri muri... Rhédey Eszter
- Fodor László: Érettségi... dr. Máté Anna
- Márai Sándor: Kaland... Anna
- Márai Sándor: Tűzmadár... Karola
- Erdélyi Mihály: A két kapitány... Lulu
- Zilahy Lajos: Hazajáró lélek... Mária
- Zilahy Lajos: Fatornyok... Klári
- Emőd Tamás – Török Rezső: Két lány az utcán... Gyöngyi
- Eisemann Mihály: Egy csók és más semmi... Annie
- Kálmán Imre: Ördöglovas... Karolina

## Filmes és televíziós szerepei
- A trónörökös (1989)
- Szomszédok (sorozat)

- 66. rész (1989)... Taxi utas
- 72. rész (1990)
- 114. rész (1991)... Nő az utcán
- 155. rész (1993)... Taxi utas
- 230. rész (1996)... Vendég a kávézóban
- 312. rész (1999)... Vendég a kávézóban